# 伊格爾鎮區 (堪薩斯州巴伯縣)
伊格爾鎮區（英語：Eagle Township）為位在美國堪薩斯州巴伯縣的鎮區。2010年美国人口普查中該鎮區人口有25人。

## 地理
伊格爾鎮區涵蓋面積289.73平方（111.87平方英里），境內無城鎮設立。

### 墓園
根據美國地質調查局的資料，此鎮區僅有1座墓園：
- 洛代墓園（Lodi Cemetery）

### 溪流
通過此鎮區的溪流有：
- 東錫達溪（East Cedar Creek）
- 龐普溪（Pump Creek）
- 索爾特福克溪（Salt Fork  Creek）
- Salty溪
- 東錫達溪（West Cedar Creek）

## 人口統計
根據2010年美國人口普查，伊格爾鎮區人口有25人，人口密度為0.09人/平方公里。種族方面，100%為白人；0%為非裔美洲人；0%為美洲原住民；0%為亞洲人；0%為太平洋島民；0%為其他種族；另外有0%為兩個或以上的種族。而西班牙裔美國人或拉丁美洲人佔該鎮區人口的0%。

## 外部連結
- US-Counties.com
- City-Data.com （页面存档备份，存于）